# Berlinale 1964

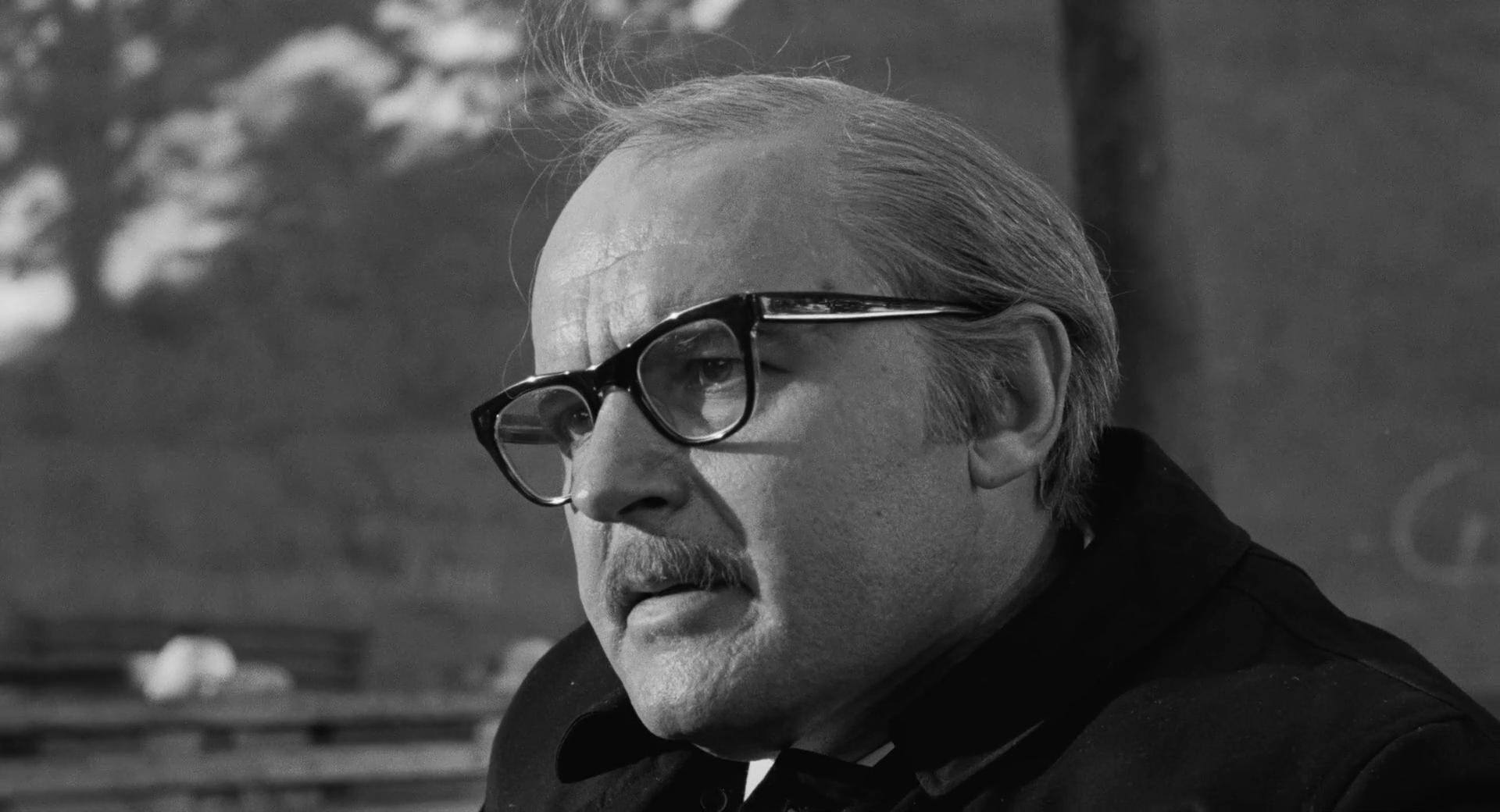
Rod Steiger, Ours d'argent du meilleur acteur pour The Pawnshop Man de Sidney Lumet.

La Berlinale 1964 était le 14e festival du film de Berlin et s'est déroulée du 26 juin 1964 au 7 juillet 1964.

## Jury
- Anthony Mann (Président du jury)
- Hermann Schwerin
- Lucas Demare
- Jacques Doniol-Valcroze
- Yórgos Tzavéllas
- Richard Todd
- Takashi Hamama
- Gerd Ressing

## Palmarès
- Ours d'or : Un été sans eau (Susuz yaz) de Metin Erksan
- Ours d'argent du meilleur acteur : Rod Steiger pour Le Prêteur sur gages de Sidney Lumet
- Ours d'argent de la meilleure actrice : Sachiko Hidari pour Elle et lui de Susumu Hani et La Femme insecte de Shohei Imamura
- Ours d'argent du meilleur réalisateur : Satyajit Ray pour La Grande Ville